# Regions Morgan Keegan Championships and the Cellular South Cup 2010
Il Regions Morgan Keegan Championships and the Cellular South Cup 2010  è stato un torneo giocato sul cemento del Racquet Club of Memphis a Memphis nel Tennessee. È stata la 109ª edizione del Regions Morgan Keegan Championships, la 25a del Cellular South Cup. Il Regions Morgan Keegan Championships faceva parte dell'ATP World Tour 500 series nell'ambito dell'ATP World Tour 2010, il Cellular South Cup dei Tornei WTA International nell'ambito del WTA Tour 2010. Sia il torneo maschile che femminile sono durati dal 14 al 21 febbraio 2010.

## Partecipanti WTA

### Teste di Serie
| Giocatrice       | Nazionalità | Ranking* | Testa si Serie |
| ---------------- | ----------- | -------- | -------------- |
| Marija Šarapova  | Russia      | 16       | 1              |
| Melanie Oudin    | Stati Uniti | 53       | 2              |
| Kaia Kanepi      | Estonia     | 61       | 3              |
| Lucie Hradecká   | Rep. Ceca   | 64       | 4              |
| Petra Kvitová    | Rep. Ceca   | 68       | 5              |
| Kristina Barrois | Germania    | 70       | 6              |
| Vania King       | Stati Uniti | 73       | 7              |
| Elena Baltacha   | Regno Unito | 83       | 8              |

- Ranking dell'8 febbraio 2010.

### Altre partecipanti
Le seguenti giocatrici hanno ricevuto una wild-card per il tabellone principale:
- Bethanie Mattek-Sands
- Ajla Tomljanović
- Nicole Vaidišová

Le seguenti giocatrici sono entrate nel tabellone principale passando dalle qualificazioni:

- Sofia Arvidsson
- Madison Brengle
- Alexa Glatch
- Valérie Tétreault

## Partecipanti ATP

### Teste di Serie
| Giocatore             | Nazionalità | Ranking* | Testa di Serie |
| --------------------- | ----------- | -------- | -------------- |
| Andy Roddick          | Stati Uniti | 7        | 1              |
| Fernando Verdasco     | Spagna      | 11       | 2              |
| Radek Štěpánek        | Rep. Ceca   | 14       | 3              |
| Tommy Haas            | Germania    | 17       | 4              |
| Tomáš Berdych         | Rep. Ceca   | 23       | 5              |
| John Isner            | Stati Uniti | 25       | 6              |
| Philipp Kohlschreiber | Germania    | 29       | 7              |
| Sam Querrey           | Stati Uniti | 31       | 8              |

- Ranking dell'8 febbraio 2010.

### Altri partecipanti
I seguenti giocatori hanno ricevuto una wild-card per il tabellone principale:
- Robby Ginepri
- Wayne Odesnik
- Bobby Reynolds

I seguenti giocatori sono entrati nel tabellone principale passando dalle qualificazioni:

- Kevin Anderson
- Ryan Harrison
- Robert Kendrick
- Ryan Sweeting

## Campioni

### Singolare maschile
Sam Querrey ha battuto in finale  John Isner
6–7, 7–6, 6–3

### Singolare femminile
Marija Šarapova ha battuto in finale  Sofia Arvidsson con il punteggio di 6–2, 6–1

### Doppio maschile
John Isner /  Sam Querrey hanno battuto in finale  Ross Hutchins /  Jordan Kerr con il punteggio di 6–4, 6–4

### Doppio femminile
Vania King /  Michaëlla Krajicek hanno battuto in finale  Bethanie Mattek-Sands /  Meghann Shaughnessy con il punteggio di 7–5, 6–2